# Savjet narodne obrane SFRJ
Savjet narodne obrane je bilo savjetodavno tijelo u Socijalističkoj Federativnoj Republici Jugoslaviji, koje se bavilo razmatranjem vojnih pitanja i pitanja iz područja narodne obrane.
Savjet narodne obrane SFR Jugoslavije je uveden Ustavom iz 1963. godine. Sjednice savjeta je sazivao predsjednik Republike, a kasnije predsjednik Predsjedništva SFR Jugoslavije.
Članove Savjeta narodne obrane biralo je, na prijedlog Predsjednika Republike (kasnije Predsjedništva SFR Jugoslavije), Savezno vijeće Skupštine SFR Jugoslavije. Za članove Savjeta narodne obrane birani su bivši i aktivni visoki oficiri i generali Jugoslavenske narodne armije, dužnosnici društveno-političkih i drugih organizacija, istaknute ličnosti, narodni heroji i dr.
Pored Savjeta narodne obrane, u SFR Jugoslaviji je postojao i Savjet federacije.